# Franz Waschek
Franz Ernst Waschek (* 12. Januar 1900 in Fehértemplom (deutsch Weißkirchen, serbisch Bela Crkva), Königreich Ungarn, Österreich-Ungarn; † Januar 1961 in Timișoara, Volksrepublik Rumänien) war ein rumäniendeutscher Chorleiter, Kirchenmusiker und Komponist.

## Leben und Werk
Franz Waschek besuchte die Schule in Temesvár und erhielt im Jahre 1918 das Chorleiterdiplom. Danach wirkte er als Kantorlehrer in Deschanfalva und Majláthfalva. 1924 erhielt er an der Lehrerbildungsanstalt in Timișoara nach abgelegter Prüfung ein Zeugnis für Kirchenmusiker. Im Fach Orgelspiel war sein Lehrer der damalige Domkapellmeister Desiderius Jarosy.
Ab dem Jahre 1925 wirkte Waschek in Timișoara, unter anderem ab 1929 als Chorleiter der Katharinenkirche im Stadtteil Cetate, Organist am Dom zu Timișoara, Leiter des Cäcilienchores und des ungarischen Liederkreises Magyar Dalkör im Stadtteil Fratelia.
Ursprünglich wollte Franz Waschek zur Verbesserung seiner Lebensumstände in die Vereinigten Staaten auswandern. Trotz fortgeschrittener Vorbereitungen übersiedelte er jedoch nicht, stattdessen verblieb Waschek mit seiner Familie in Timișoara. Besonders erfolgreich war für ihn die Zeit als Dirigent des 1912 gegründeten Temeswar-Mehalaer Liederkranzes, der um 1932 aus über 70 aktiven Mitgliedern bestand. Im Jahre 1928 erhielt er für seine Verdienste um diesen Chor einen Dirigentenstab mit silbernem Beschlag.
Waschek komponierte ungarische und deutsche Chöre und Lieder sowie ein Ave Maria. Fast alle seine Werke gingen jedoch verloren.

## Bekannte Kompositionen
- das Ave Maria (tranquillamente e divotamente) wird in der Musiksammlung der innerstädtischen Kirche von Timișoara aufbewahrt (Signatur: Franciscus Waschek, Regenschori)
- die Bearbeitung des Tantum ergos von Kosch-Hellmesberger, für Chor, Violine-Solo und Orchester, mit einer eigenhändigen Widmung an den Violinisten und Pädagogen Josef Brandeisz (1947)
- der ungarische Chor Egyedüli reményem (nach Farkas Kálmán), komponiert Juli 1945
- die Canzonetta für Mezzosopran und Harmonium – Schneeglöckchen (nach Johann Nepomuk Vogl), komponiert Zum Andenken an die traurige Weihnachten 1939 (Meiner liebsten Rosi)
- den gemischten Chor Nebel (nach Nikolaus Lenau) mit der Widmung Meiner l. Zilli zur Erinnerung an die traurigen Kriegsjahre, komponiert August 1945
- seine Bearbeitung eines Gloria des Komponisten Joseph Rheinberger mit dem Text des Hymnus Ecce Sacerdos magnus. Rytmikailog át dolgozta Waschek Ferenc 1945 okt. 7én (deutsch Rhythmische Bearbeitung von Franz Waschek, 7. Oktober 1945).

Außerdem bearbeitete er für gemischten Chor noch folgende Werke:
- Franz Schubert: Ave Maria
- Franz Schubert: Tantum ergo (für A-cappella-Chor eingerichtet)
- Deményi Dezsö: Tantum ergo

Waschek hinterließ auch eine Sammlung von meist ungarischen, rumänischen und deutschen Banater Volksliedern aus dem Jahre 1914. Sängerfeste, Wallfahrten und auch Sängerfahrten in benachbarte Gemeinden machten das Singen im Kirchenchor interessant und abwechslungsreich. So sang der innerstädtische Kirchenchor unter der Leitung von Waschek im September 1930 auch in der Gemeinde Dudeștii Noi die Sonntagsmesse.
Nach dem Zweiten Weltkrieg war Waschek als Musiklehrer in der ungarischen Abteilung des Nikolaus Lenau Lyzeums in Timișoara tätig. Er starb im Januar 1961 und fand seine letzte Ruhe auf dem Friedhof von Fratelia in Timișoara.